# Action Innocence
 (octobre 2022).
Action Innocence est une organisation non gouvernementale de prévention et de protection contre les dangers que courent les enfants et adolescents sur internet. Elle a été fondée en 1999 en Suisse par Valérie Wertheimer, implantée en 2002 à Monaco et en 2003 en France. L'association gérait notamment la plateforme « Filtra.info » pour les logiciels de contrôle parental jusqu'en janvier 2018. Action Innocence est reconnue d’utilité publique par arrêté du Conseil d’État du canton de Genève. Sa volonté est de promouvoir une pratique sécurisée d’Internet en s’adressant aux enfants, aux adolescents et aux parents ainsi qu’aux professionnels de l’enseignement, de la santé et du social.

## Missions de l'ONG
La mission première de l’Association a été de pointer du doigt les dérives naissantes de cet outil d’échange et de communication et de dénoncer ce qui se préparait en matière de pédocriminalité sur Internet.
Aujourd’hui, Action Innocence lutte pour préserver la dignité et l’intégrité des enfants sur Internet en formant, notamment, les jeunes internautes à un usage sécurisé mais aussi civique de cet outil incontournable et en les sensibilisant aux dangers liés à la toile, tels que l'exposition aux images choquantes et illégales, la cyberprédation, le cyberharcèlement, la diffusion d’informations personnelles, arnaques, ou encore les escroqueries. Elle s’est fixée des objectifsd'information et de sensibilisation auprès des jeunes, des parents et des professionnels concernant les risques liés à l'utilisation des Technologies de l'Information et de la Communication (TIC).

## Moyens
L'association intervient en milieu scolaire et organise des conférences et débats avec parents et professionnels. La structure propose également des formations à la sécurité sur internet à destination des adultes, organisent des campagnes médiatiques et a mis en place des outils de prévention et d’information en ligne

## Déclin de l'ONG
L'association a fermé son antenne en Belgique en 2010. Elle ferme son antenne en France le 31 décembre 2012 pour « raisons économiques ». L'Association reste active à Monaco[Quand ?] et en Suisse où elle emploie 11 salariés fin 2012.